# Composition des équipes au Championnat d'Europe masculin de handball 2000
Cet article liste la composition des équipes qualifiées au championnat d'Europe masculin de handball 2000, organisé en Croatie du 21 au 30 janvier 2000.
L'âge, le club, le nombre de sélections et le nombre de buts sont en date du 15 janvier 2000.

## Effectifs

### Allemagne
L'effectif de l'Allemagne était :
| N° | Joueur                | Club                   | Âge | Sél. | Buts |
| -- | --------------------- | ---------------------- | --- | ---- | ---- |
| 1  | Henning Fritz         | SC Magdebourg          | 25  | 51   | -    |
| 2  | Mike Bezdicek         | SG Flensburg-Handewitt | 31  | 67   | 91   |
| 3  | Frank von Behren      | GWD Minden             | 23  | 31   | 65   |
| 4  | Jörn Schläger         | ThSV Eisenach          | 27  | 5    | 5    |
| 5  | Stefan Kretzschmar    | SC Magdebourg          | 26  | 122  | 466  |
| 7  | Jan-Olaf Immel        | WM Frankfurt           | 24  | 4    | 13   |
| 9  | Klaus-Dieter Petersen | THW Kiel               | 31  | 235  | 207  |
| 10 | Matthias Hahn         | SG Flensburg-Handewitt | 34  | ?    | ?    |
| 11 | Volker Zerbe          | TBV Lemgo              | 31  | 221  | 614  |
| 12 | Christian Ramota      | TV Großwallstadt       | 26  | 43   | -    |
| 13 | Markus Baur           | HSG Wetzlar            | 28  | 68   | 129  |
| 14 | Alexander Mierzwa     | TV Großwallstadt       | 26  | 9    | 14   |
| 15 | Bernd Roos            | TV Großwallstadt       | 32  | 111  | 401  |
| 16 | Jan Holpert           | SG Flensburg-Handewitt | 31  | 211  | -    |
| 18 | Daniel Stephan        | TBV Lemgo              | 26  | 110  | 312  |
| 19 | Florian Kehrmann      | TBV Lemgo              | 22  | 23   | 39   |

Sélectionneur : Heiner Brand

### Croatie
L'effectif de la Croatie était :
| N° | Joueur           | Club                  | Âge | Sél. | Buts |
| -- | ---------------- | --------------------- | --- | ---- | ---- |
| 1  | Mirko Bašić      | Badel 1862 Zagreb     | 39  | 39   | 39   |
| 3  | Goran Perkovac   | TV Suhr               | 37  | 92   | 276  |
| 4  | Goran Šprem      | Badel 1862 Zagreb     | ?   | ?    | ?    |
| 5  | Božidar Jović    | Badel 1862 Zagreb     | 27  | 114  | 199  |
| 7  | Tomislav Farkaš  | TuS Nettelstedt       | 28  | 84   | 92   |
| 8  | Znonimir Bilić   | ?                     | ?   | ?    | ?    |
| 9  | Nenad Kljaić     | TV Großwallstadt      | 33  | 109  | 346  |
| 10 | Bruno Guldej     | ?                     | ?   | ?    | ?    |
| 11 | Mirza Džomba     | Badel 1862 Zagreb     | 22  | 69   | 184  |
| 12 | Venio Losert     | Garbel Saragosse      | ?   | ?    | ?    |
| 14 | Tonči Valčić     | Badel 1862 Zagreb     | 21  | 15   | 51   |
| 15 | Slavko Goluža    | RK Metković           | ?   | ?    | ?    |
| 16 | Valter Matošević | RK Zamet Rijeka       | 29  | 115  | -    |
| 17 | Zlatko Saračević | Badel 1862 Zagreb     | 38  | 78   | 324  |
| 19 | Irfan Smajlagić  | Livry-Gargan handball | 38  | 75   | 290  |
| 10 | Zoran Mikulić    | TuS Nettelstedt       | 34  | 55   | 151  |

Sélectionneur : Zdravko Zovko

### Danemark
L'effectif du Danemark était :
| N° | Joueur                   | Club                   | Âge | Sél. | Buts |
| -- | ------------------------ | ---------------------- | --- | ---- | ---- |
| 1  | Kasper Hvidt             | CB Ademar León         | 23  | 32   | -    |
| 2  | Morten Bjerre            | SG Flensburg-Handewitt | 27  | 115  | 312  |
| 3  | Lars Krogh Jeppesen      | Team Helsinge          | 20  | 21   | 46   |
| 5  | Ian Marko Fog            | VfL Gummersbach        | 26  | 109  | 252  |
| 6  | Lars T. Jørgensen        | HK Roar                | 21  | 52   | 113  |
| 7  | Nikolaj Bredahl Jacobsen | THW Kiel               | 28  | 112  | 442  |
| 8  | Keld Vilhelmsen          | ?                      | ?   | ?    | ?    |
| 9  | Lars Christiansen        | SG Flensburg-Handewitt | 27  | 92   | 392  |
| 10 | Joachim Boldsen          | TV Großwallstadt       | 21  | 26   | 28   |
| 12 | Søren Haagen Andreasen   | SG Flensburg-Handewitt | 25  | 70   | -    |
| 13 | Claus Flensborg          | ?                      | ?   | ?    | ?    |
| 14 | Michael V. Knudsen       | Viborg HK              | 21  | 2    | 5    |
| 15 | Jan Paulsen              | US Ivry                | 28  | 62   | 104  |
| 17 | Søren Stryger            | GOG Gudme              | 24  | 21   | 46   |
| 18 | Christian Hjermind       | SG Flensburg-Handewitt | 26  | 82   | 331  |

Sélectionneur : Leif Christian Mikkelsen

### Espagne
L'effectif de l'Espagne était :
| N° | Joueur                | Club            | Âge | Sél. | Buts |
| -- | --------------------- | --------------- | --- | ---- | ---- |
| 1  | Jaume Fort            | TBV Lemgo       | 33  | 173  | -    |
| 2  | Antonio Ugalde        | BM Granollers   | 23  | 34   | 60   |
| 3  | Andrei Xepkin         | FC Barcelone    | 34  | 40   | 119  |
| 4  | Rafael Guijosa        | FC Barcelone    | 30  | 78   | 348  |
| 5  | Enric Masip           | FC Barcelone    | 30  | 148  | 454  |
| 7  | Iñaki Urdangarin      | FC Barcelone    | 31  | 146  | 318  |
| 8  | Jesús Olalla          | SDC San Antonio | 28  | 115  | 194  |
| 9  | Mariano Ortega        | Teka Cantabria  | 28  | 31   | 43   |
| 10 | Talant Dujshebaev     | GWD Minden      | 31  | 93   | 53   |
| 11 | Demetrio Lozano       | FC Barcelone    | 24  | 75   | 77   |
| 12 | Jordi Núñez           | ADC Ciudad Real | 31  | 76   | -    |
| 13 | Alberto Urdiales      | Teka Cantabria  | 32  | ?    | ?    |
| 14 | Juancho Pérez         | CB Ademar León  | 25  | 74   | 38   |
| 16 | David Barrufet        | FC Barcelone    | 29  | 87   | 1    |
| 17 | Alberto Entrerríos    | CB Ademar León  | 23  | 20   | 34   |
| 18 | Antonio Carlos Ortega | FC Barcelone    | 28  | 60   | 221  |

Sélectionneur : Juan de Dios Roman

### France
L'effectif de la France était :
Guéric Kervadec est absent à cause d'une mononucléose diagnostiquée en décembre. Par conséquent, Jackson Richardson récupère le capitanat. Guillaume Gille s'est quant à lui blessé le 22 décembre lors du match de championnat entre Chambéry et Montpellier. Enfin, Jérôme Fernandez a dû lui déclarer forfait après s'être sérieusement brûlé à la main sous la douche à 48 heures de la première rencontre.
À noter également que Thierry Omeyer et Daniel Narcisse ont accompagné l'équipe, mais n'ont jamais été alignés sur une feuille de match.

### Islande
L'effectif de l'Islande était :
| N° | Joueur                    | Club                      | Âge | Sél. | Buts |
| -- | ------------------------- | ------------------------- | --- | ---- | ---- |
| 1  | Sebastian Alexandersson   | Fram Reykjavik            | 30  | 11   | -    |
| 2  | Róbert Þór Sighvatsson    | TSV Dormagen              | 27  | 72   | 103  |
| 3  | Njörður Árnason           | Skjern Håndbold           | 27  | 17   | 25   |
| 4  | Magnús Sveinn Sigurðsson  | SG Willstätt/Schutterwald | 29  | 25   | 19   |
| 5  | Valdimar Grímsson         | LTV Wuppertal             | 34  | 243  | 826  |
| 6  | Dagur Sigurðsson          | LTV Wuppertal             | 26  | 98   | 148  |
| 7  | Patrekur Jóhannesson (de) | TUSEM Essen               | 27  | 149  | 349  |
| 8  | Gústaf Bjarnason          | SG Willstätt/Schutterwald | 29  | 87   | 214  |
| 9  | Guðjón Valur Sigurðsson   | KA Akureyri               | 20  | -    | -    |
| 10 | Rúnar Sigtryggsson (de)   | Frisch Auf Göppingen      | 27  | 21   | 23   |
| 11 | Ólafur Stefánsson         | SC Magdebourg             | 26  | 100  | 326  |
| 12 | Guðmundur Hrafnkelsson    | HSG Nordhorn              | 34  | 296  | -    |
| 13 | Julián Duranona           | ThSV Eisenach             | 34  | 44   | 144  |
| 14 | Sigurður Bjarnason (de)   | HSG Wetzlar               | 29  | 110  | 253  |
| 15 | Magnús Már Þórðarson      | UMFA Mosfellsbær          | 27  | 2    | 2    |
| 16 | Bergsveinn Bergsveinsson  | UMFA Mosfellsbær          | 31  | 133  | -    |

Sélectionneur : Þorbjörn Jensson

### Norvège
L'effectif de la Norvège était :
| N° | Joueur                    | Club                   | Âge | Sél. | Buts |
| -- | ------------------------- | ---------------------- | --- | ---- | ---- |
| 1  | Frode Scheie (de)         | ThSV Eisenach          | 32  | 77   | -    |
| 2  | Jan Thomas Lauritzen (de) | Viking HK Stavanger    | 25  | 112  | 216  |
| 3  | Stig Rasch                | LTV Wuppertal          | 32  | 76   | 164  |
| 5  | Tormod Moldestad          | Bad Schwartau          | 25  | 13   | 23   |
| 6  | Stein Olaf Sando (de)     | HSG Nordhorn           | 21  | ?    | ?    |
| 7  | Stig Penne                | Viking HK Stavanger    | 26  | 40   | 76   |
| 8  | Eivind Ellingsen (en)     | Sandefjord TIF         | ?   | ?    | ?    |
| 9  | Christian Berge           | SG Flensburg-Handewitt | 26  | 30   | 126  |
| 10 | Frode Hagen               | HSG Nordhorn           | 25  | 88   | 250  |
| 11 | Preben Vildalen (de)      | Sandefjord TIF         | 27  | 66   | 80   |
| 12 | Gunnar Fosseng            | CB Valencia            | 32  | 115  | 3    |
| 13 | Geir Oustorp              | Drammen HK             | 27  | 68   | 265  |
| 15 | Vidar Gjesdal             | IL Runar Sandefjord    | 25  | ?    | ?    |
| 17 | Thomas Pettersen          | Sandefjord TIF         | 23  | 14   | 17   |
| 18 | Johnny Jensen (de)        | VfL Bad Schwartau      | 27  | 52   | 75   |

Sélectionneur : Christer Magnusson

### Portugal
L'effectif du Portugal était :
| N° | Joueur             | Club                 | Âge | Sél. | Buts |
| -- | ------------------ | -------------------- | --- | ---- | ---- |
| 1  | Sergio Morgado     | FC Porto             | 25  | 123  | -    |
| 2  | Carlos Galambas    | ABC Braga            | 26  | 108  | 166  |
| 3  | Carlos Resende     | ABC Braga            | 28  | 167  | 964  |
| 4  | Filipe Cruz        | ABC Braga            | 30  | 94   | 281  |
| 6  | Ricardo Andorinho  | Sporting CP Lisbonne | 23  | 101  | 394  |
| 7  | Carlos Gomes       | ?                    | 26  | ?    | ?    |
| 8  | Eduardo Coelho     | FC Porto             | 25  | 176  | 964  |
| 8  | Ricardo Costa      | FC Porto             | 23  | 100  | 240  |
| 11 | Mario Costa        | Madeira              | 23  | 79   | 73   |
| 12 | Paulo Morgado      | ABC Braga            | 27  | 111  | 1    |
| 14 | Inacio Carmo       | FC Gaia              | 22  | 38   | 48   |
| 15 | Rui Rocha          | FC Porto             | 28  | 76   | 147  |
| 16 | Hugo Figueira      | ?                    | 20  | ?    | -    |
| 17 | Rui Almeida        | ABC Braga            | 26  | 154  | 313  |
| 18 | Alvaro Rodrigues   | ABC Braga            | 18  | ?    | ?    |
| 19 | Viktor Tchikoulaev | ABC Braga            | 35  | 30   | 83   |

Sélectionneur : Javier García Cuesta

### Russie
L'effectif de la Russie était :
| N° | Joueur                  | Club                   | Âge | Sél. | Buts |
| -- | ----------------------- | ---------------------- | --- | ---- | ---- |
| 1  | Andreï Lavrov           | Badel 1862 Zagreb      | 37  | 223  | 1    |
| 2  | Igor Lavrov             | SG Flensburg-Handewitt | 26  | 69   | 148  |
| 3  | Stanislav Koulintchenko | Badel 1862 Zagreb      | 28  | 115  | 247  |
| 4  | Edouard Kokcharov       | RK Celje               | 24  | 66   | 267  |
| 5  | Oleg Koulechov          | SC Magdebourg          | 25  | 88   | 327  |
| 6  | Denis Krivochlikov      | CSKA Moscou            | 28  | 54   | 141  |
| 7  | Lev Voronine            | TSG Friesenheim        | 28  | 87   | 215  |
| 8  | Alexandre Toutchkine    | GWD Minden             | 35  | 15   | 60   |
| 12 | Pavel Soukossian        | HSG Kronau             | 37  | 166  | -    |
| 13 | Edouard Moskalenko      | UMF Stjarnan           | 29  | ?    | ?    |
| 14 | Oleg Grebnev            | BM Ciudad Real         | 31  | 147  | 158  |
| 20 | Dimitri Kouzelev        | GWD Minden             | 31  | ?    | ?    |
| 17 | Oleg Kodkhov            | VfL Gummersbach        | 25  | 46   | 153  |
| 18 | Viatcheslav Gorpichine  | HC Erlangen            | 29  | 108  | 66   |
| 19 | Sergueï Pogorelov       | TBV Lemgo              | 25  | 128  | 349  |
| 20 | Dimitri Filippov        | LTV Wuppertal          | 30  | 151  | 511  |

Sélectionneur : Vladimir Maksimov

### Slovénie
L'effectif de la Slovénie était :
| N° | Joueur           | Club                | Âge | Sél. | Buts |
| -- | ---------------- | ------------------- | --- | ---- | ---- |
| 1  | Rolando Pušnik   | RK Metković         | 39  | 69   | 4    |
| 2  | Roman Šavrič     | RK Trebnje          | 26  | 9    | 17   |
| 3  | Uroš Šerbec      | RK Celje            | 31  | 93   | 399  |
| 4  | Renato Vugrinec  | RK Celje            | 24  | 67   | 210  |
| 5  | Zoran Jovičič    | RK Slovenj Gradec   | 24  | 23   | 58   |
| 6  | Andrej Kastelic  | RD Slovan Ljubljana | 28  | 45   | 101  |
| 7  | Tettey Banfro    | RK Celje            | 30  | 46   | 195  |
| 8  | Branko Bedekovič | RK Celje            | 26  | 22   | 43   |
| 9  | Gregor Cvijič    | BM Valencia         | ?   | ?    | ?    |
| 10 | Iztok Puc        | RD Prule 67         | 33  | 11   | 39   |
| 11 | Roman Pungartnik | RK Celje            | 28  | 80   | 328  |
| 12 | David Imperl     | RD Slovan Ljubljana | 23  | 14   | -    |
| 13 | Tomaž Tomšič     | RK Celje            | 27  | 109  | 244  |
| 15 | Aleš Pajovič     | RK Celje            | 20  | 45   | 190  |
| 16 | Beno Lapajne     | RD Prule 67         | 26  | 52   | -    |
| 19 | Zoran Lubej      | RD Prule 67         | 23  | 19   | 25   |

Sélectionneur : Leopold Jeras

### Suède
L'effectif de la Suède était :
| N° | Joueur            | Club              | Âge | Sél. | Buts |
| -- | ----------------- | ----------------- | --- | ---- | ---- |
| 1  | Tomas Svensson    | FC Barcelone      | 31  | 160  | -    |
| 2  | Magnus Linden     | ?                 | ?   | ?    | ?    |
| 3  | Magnus Wislander  | THW Kiel          | 35  | 301  | 893  |
| 4  | Thomas Sivertsson | BM Granollers     | 34  | 153  | 378  |
| 5  | Ola Lindgren      | HSG Nordhorn      | 35  | 311  | 459  |
| 6  | Martin Frändesjö  | GWD Minden        | 28  | 95   | 261  |
| 7  | Andreas Larsson   | HSG Nordhorn      | 25  | 79   | 199  |
| 8  | Johan Petersson   | HSG Nordhorn      | 26  | 120  | 367  |
| 9  | Stefan Lövgren    | THW Kiel          | 29  | 158  | 598  |
| 11 | Pierre Thorsson   | VfL Bad Schwartau | 33  | 218  | 505  |
| 12 | Peter Gentzel     | Teka Cantabria    | 31  | ?    | -    |
| 13 | Staffan Olsson    | THW Kiel          | 35  | 285  | 693  |
| 14 | Magnus Andersson  | HK Drott          | 22  | 233  | 784  |
| 15 | Mathias Franzén   | Redbergslids IK   | 24  | 21   | 63   |
| 16 | Mattias Andersson | HK Drott          | 21  | ?    | -    |
| 17 | Ljubomir Vranjes  | BM Granollers     | 26  | 64   | 175  |

Sélectionneur : Bengt Johansson

### Ukraine
L'effectif de l'Ukraine était :
| N° | Joueur               | Club             | Âge | Sél. | Buts |
| -- | -------------------- | ---------------- | --- | ---- | ---- |
| 1  | Oleg Nagorny         | Dinamo Astrakhan | 28  | 50   | -    |
| 2  | Viatcheslav Lotchman | ZTR Zaporijia    | 22  | 22   | 22   |
| 3  | Roussian Proudious   | ZTR Zaporijia    | 24  | 67   | 93   |
| 4  | Dimitri Provornikov  | ZTR Zaporijia    | 27  | 9    | 30   |
| 5  | Iouri Petrenko       | ZTR Zaporijia    | 22  | 18   | 35   |
| 6  | Vitali Nat           | ZTR Zaporijia    | 22  | 35   | 110  |
| 7  | Iouri Kauka          | ZTR Zaporijia    | 23  | 9    | 17   |
| 8  | Olexandr Chernych    | ?                | ?   | ?    | ?    |
| 9  | Oleg Velyky          | ZTR Zaporijia    | 22  | 28   | 145  |
| 10 | Sergueï Bilach       | ?                | ?   | ?    | ?    |
| 11 | Vitaly Andronov      | ?                | ?   | ?    | ?    |
| 13 | Andreï Nataliouk     | ZTR Zaporijia    | 28  | 21   | 6    |
| 15 | Vladimir Kisil       | ZTR Zaporijia    | 19  | 9    | 9    |
| 16 | Evgeni Boudko        | ZTR Zaporijia    | 21  | 21   | 21   |
| 17 | Evgeni Gourkovski    | ZTR Zaporijia    | 19  | -    | -    |

Sélectionneur : Vladislav Tsyganok